# Druga Komisja Ursuli von der Leyen
Druga Komisja Ursuli von der Leyen – Komisja Europejska, której pięcioletnia kadencja rozpoczęła się 1 grudnia 2024.

## Powołanie przewodniczącego
W okresie poprzedzającym wybory do Parlamentu Europejskiego w 2024 faworytką do objęcia stanowiska przewodniczącego Komisji Europejskiej była urzędująca dotychczas Ursula von der Leyen. Już w marcu, na 3 miesiące przed wyborami, Europejska Partia Ludowa (EPP) mianowała ją swoją kandydatką na to stanowisko.
W skali całej Unia Europejskiej zwycięska w wyborach okazała się EPP. 27 czerwca 2024 Rada Europejska nominowała von der Leyen na kolejną kadencję na stanowisku. Nowy skład Parlamentu Europejskiego przyjął jej kandydaturę na to stanowisko 18 lipca 2024. Przy wymaganej większości 361 głosów Von der Leyen uzyskała 401 głosy za, przy 284 głosach przeciw i 15 wstrzymujących się.

## Nominacje komisarzy
Po uzyskaniu akceptacji Parlamentu Europejskiego przewodnicząca Komisji wysyła do szefów państw lub rządów państw członkowskich prośby o przedstawienia swoich kandydatów na stanowiska komisarzy europejskich. Pełne kolegium komisarzy musi następnie zostać ponownie zatwierdzone przez Parlament.
Tak samo jak w przypadku swojej pierwszej komisji von der Leyen wystąpiła z apelem do krajów członkowskich, żeby każdy z nich nominował dwóch kandydatów do Komisji Europejskiej, kobietę i mężczyznę.

## Wybór komisji
Kolegium komisarzy podlegało zatwierdzeniu większością głosów oddanych przez Parlament Europejski. 27 listopada 2024 PE zatwierdził nową Komisję przy 370 głosach za, 282 przeciw i 36 wstrzymujących się. Odpowiadało to 51% członków PE, co stanowiło najniższe poparcie od czasu przyznania w latach 90. temu gremium prawa do zatwierdzania KE.
Po zatwierdzeniu przez Parlament Komisja zostanie formalnie mianowana przez Radę Europejską większością kwalifikowaną.

## Kolegium komisarzy
| Komisarz                | Zdjęcie | Stanowisko | Partia | Partia                                  | Państwo członkowskie | Czas pełnienia stanowiska | Czas pełnienia stanowiska | Przypisy |
| Komisarz                | Zdjęcie | Stanowisko | Partia | Partia                                  | Państwo członkowskie | Od                        | Do                        | Przypisy |
| ----------------------- | ------- | --- | ------ | --------------------------------------- | -------------------- | ------------------------- | ------------------------- | -------- |
| Ursula von der Leyen    |         | przewodnicząca Komisji Europejskiej                                                                            |        | Europejska Partia Ludowa                | Niemcy               | 1 grudnia 2024(dts)       |                           | [ 13 ]   |
| Magnus Brunner          |         | komisarz ds. wewnętrznych i migracji                                                                           |        | Europejska Partia Ludowa                | Austria              | 1 grudnia 2024(dts)       |                           | [ 14 ]   |
| Hadja Lahbib            |         | komisarz ds. równości, gotowości i zarządzania kryzysowego                                                     |        | Odnówmy Europę                          | Belgia               | 1 grudnia 2024(dts)       |                           | [ 15 ]   |
| Ekaterina Zachariewa    |         | komisarz ds. start–up, badań naukowych i innowacji                                                             |        | Europejska Partia Ludowa                | Bułgaria             | 1 grudnia 2024(dts)       |                           | [ 16 ]   |
| Dubravka Šuica          |         | komisarz ds. Morza Śródziemnego                                                                                |        | Europejska Partia Ludowa                | Chorwacja            | 1 grudnia 2024(dts)       |                           | [ 17 ]   |
| Costas Kadis            |         | komisarz ds. rybołówstwa i oceanów                                                                             |        | Europejska Partia Ludowa                | Cypr                 | 1 grudnia 2024(dts)       |                           | [ 18 ]   |
| Jozef Síkela            |         | komisarz ds. partnerstwa międzynarodowego                                                                      |        | Europejska Partia Ludowa                | Czechy               | 1 grudnia 2024(dts)       |                           | [ 19 ]   |
| Dan Jørgensen           |         | komisarz ds. energii i mieszkalnictwa                                                                          |        | Partia Europejskich Socjalistów         | Dania                | 1 grudnia 2024(dts)       |                           | [ 20 ]   |
| Kaja Kallas             |         | wiceprzewodnicząca, wysoki przedstawiciel Unii do spraw zagranicznych i polityki bezpieczeństwa                |        | Odnówmy Europę                          | Estonia              | 1 grudnia 2024(dts)       |                           | [ 21 ]   |
| Henna Virkkunen         |         | wiceprzewodnicząca wykonawcza ds. suwerenności technologicznej, bezpieczeństwa i demokracji                    |        | Europejska Partia Ludowa                | Finlandia            | 1 grudnia 2024(dts)       |                           | [ 22 ]   |
| Stéphane Séjourné       |         | wiceprzewodniczący wykonawczy ds. dobrobytu i strategii przemysłowej                                           |        | Odnówmy Europę                          | Francja              | 1 grudnia 2024(dts)       |                           | [ 23 ]   |
| Apostolos Dzidzikostas  |         | komisarz ds. zrównoważonego transportu i turystyki                                                             |        | Europejska Partia Ludowa                | Grecja               | 1 grudnia 2024(dts)       |                           | [ 24 ]   |
| Teresa Ribera Rodríguez |         | wiceprzewodnicząca wykonawcza ds. czystej, sprawiedliwej i konkurencyjnej transformacji                        |        | Partia Europejskich Socjalistów         | Hiszpania            | 1 grudnia 2024(dts)       |                           | [ 25 ]   |
| Wopke Hoekstra          |         | komisarz ds. klimatu, zeroemisyjności netto i czystego wzrostu                                                 |        | Europejska Partia Ludowa                | Holandia             | 1 grudnia 2024(dts)       |                           | [ 26 ]   |
| Michael McGrath         |         | komisarz ds. demokracji, sprawiedliwości, praworządności i ochrony konsumentów                                 |        | Odnówmy Europę                          | Irlandia             | 1 grudnia 2024(dts)       |                           | [ 27 ]   |
| Andrius Kubilius        |         | komisarz ds. obrony i przestrzeni kosmicznej                                                                   |        | Europejska Partia Ludowa                | Litwa                | 1 grudnia 2024(dts)       |                           | [ 28 ]   |
| Christophe Hansen       |         | komisarz ds. rolnictwa i żywności                                                                              |        | Europejska Partia Ludowa                | Luksemburg           | 1 grudnia 2024(dts)       |                           | [ 29 ]   |
| Valdis Dombrovskis      |         | komisarz ds. gospodarki i wydajności oraz wdrażania i upraszczania                                             |        | Europejska Partia Ludowa                | Łotwa                | 1 grudnia 2024(dts)       |                           | [ 30 ]   |
| Glenn Micallef          |         | komisarz ds. sprawiedliwości międzypokoleniowej, młodzieży, kultury i sportu                                   |        | Partia Europejskich Socjalistów         | Malta                | 1 grudnia 2024(dts)       |                           | [ 31 ]   |
| Piotr Serafin           |         | komisarz ds. budżetu i administracji publicznej oraz zwalczania nadużyć finansowych                            |        | Europejska Partia Ludowa                | Polska               | 1 grudnia 2024(dts)       |                           | [ 32 ]   |
| Maria Luís Albuquerque  |         | komisarz ds. usług finansowych oraz unii oszczędności i inwestycji                                             |        | Europejska Partia Ludowa                | Portugalia           | 1 grudnia 2024(dts)       |                           | [ 33 ]   |
| Roxana Mînzatu          |         | wiceprzewodnicząca wykonawcza ds. prawa i umiejętności społecznych, wysokiej jakości miejsca pracy i gotowości |        | Partia Europejskich Socjalistów         | Rumunia              | 1 grudnia 2024(dts)       |                           | [ 34 ]   |
| Maroš Šefčovič          |         | komisarz ds. handlu i bezpieczeństwa gospodarczego oraz stosunków międzyinstytucjonalnych i przejrzystości     |        | Partia Europejskich Socjalistów         | Słowacja             | 1 grudnia 2024(dts)       |                           | [ 35 ]   |
| Marta Kos               |         | komisarz ds. rozszerzenia                                                                                      |        | Odnówmy Europę                          | Słowenia             | 1 grudnia 2024(dts)       |                           | [ 36 ]   |
| Jessika Roswall         |         | komisarz ds. środowiska, odporności na wodę i konkurencyjnej gospodarki o obiegu zamkniętym                    |        | Europejska Partia Ludowa                | Szwecja              | 1 grudnia 2024(dts)       |                           | [ 37 ]   |
| Olivér Várhelyi         |         | komisarz ds. zdrowia i dobrostanu zwierząt                                                                     |        | Patrioci za Europą                      | Węgry                | 1 grudnia 2024(dts)       |                           | [ 38 ]   |
| Raffaele Fitto          |         | wiceprzewodniczący wykonawczy ds. spójności i reformy                                                          |        | Europejscy Konserwatyści i Reformatorzy | Włochy               | 1 grudnia 2024(dts)       |                           | [ 39 ]   |